# Крашке јаме Велебита – мјеста за ликвидацију заточеника
Крашке јаме Лике, Велебита и подвелебитског подгорја, биле су мјеста за ликвидацију и саставни дио комплекса концентрационих логора Госпић – Јадовно – Паг, првог организованог ликвидационог комплекса логора, намијењеног искључиво за уништење Срба, Јевреја и идеолошких противника Независне Државе Хрватске.
Дијелови овог комплекса концентрационих логора били су смјештени у предјелима Велебита, богатим безданим јамама, карактеристичним за крашке области. Од почетка маја до краја августа 1941. године, усташке власти су те провалије претвориле у масовне гробнице Срба и Јевреја. Многобројни проблеми отежавају истраживања ових јама, у које је бачено на хиљаде невиних људи. Њиховим истраживањем се заправо нико није бавио, јер ни социјалистичка власт у времену од 1945. до 1990. године није била наклоњена откривању истине о монструозним злочинима које су починиле усташе на стратиштима овог простора. До већине јама се није могло ни доћи. Неке од њих су усташе већ средином августа 1941. забетонирали како би им се затро сваки траг.
Италијански војни санитарци су 1. септембра 1941, након ликвидације логора Јадовно и Слана, кренули у овај крај да испитају квалитет воде, плашећи се да су поједини извори загађени садржином јама, али их ни они нису могли све пронаћи, јер становници села у чијој су близини јаме налазе нису хтјели открити њихове локације.
Виторио Финдерле, лекар италијанског 5. армијског корпуса:
„Становништво редом одбија сваку обавијест, негира да су у овом предјелу (околица Пазаришта, прим. аутора) били довезени или убијани Срби, а такође и с тог разлога што су ови крајеви искључиво католички… На повратку сељаци из околних села показују ми много непријатности и праве ми потешкоће из два разлога: боје се усташке освете, боје се и да изгубе што су добили, што су покрали послије масакра Срба (говеда, житарице, одјећу, итд)… 2. септембра 1941. године отпутовали смо у Башке Оштарије. Чим сам стигао, нашао сам се са чобанима и сељацима које сам срео. Нитко од њих ´не зна´ да ми да било какву обавијест о транспорту Срба и сви ми понављају исте фразе, како ништа не знају јер нису били присутни. Схватио сам узалудност покушаја да би наишао на траг околних јама те сам се са писмом представио господину пуковнику Стањи (Stagno)… На Ступачинову сељаци су нас довели до јаме на Плочама без поговора знајући да смо је јучер открили (4. септембра 1941). Ови исти одбили су да припомогну и покажу нам другу јаму. На наше инсистирање сељаци су се разбјежали у планину у правцу запада, супротно од села Ступачиново. Остали смо без резултата.“
Већ 1941. године су бројне бездане јаме прикриване и трагови злочина помно затрвени.
Злочинац Лука Барјашић, родом из Поличника код Задра, говорећи на саслушању у Окружном суду у Задру, 15. јула 1952. године о злочинима које су усташе починили на острву Пагу и Велебиту, истиче да су у три јаме на сјеверозападном дијелу Велебита, тј. код Ступачинова, побили 3.500 Срба, које су у шест наврата доводили с Пага преко Башких Оштарија. Барјашић је испричао:
„Над јамом су стајала двојица усташа, наизмјенице, и боли са ножевима одрасле и бацали, а дјецу смо тукли маљем у главу... Неки су у јаму живи скакали да га ми с ножем не дохватимо, неки су жалили себе, неки жену и дјецу код куће. "
У двије јаме, од три које наводи Барјашић, усташе су већ средином августа 1941. г. преко жртви набацали грање и камење и потом их забетонирали.
Прикривање злочина настављено је и послије рата све до данашњег времена. Тако је и потпредсједник Сабора нове државе Републике Хрватске, Стјепан Сулиманац, на сједници Владе јуна 1990. године, предложио да се забетонира јама Јадовно на Велебиту „да је никада нитко више не може користити за уништавање људи“. Умјесто да је власт организовала систематско истраживање злочина и бројних гробница, те жртве достојанствено сахранила већ у времену до 1950. године, ни данас се, након 80 година, не зна тачно колико жртава крије подземље ни колико је бездануша – масовних гробница српског народа на подручју бивше НДХ.
Историчар Др Ђуро Затезало, у свом вишегодишњем истраживању чињеница о усташким злочинима у комплексу логора Јадовно – Госпић - Паг, користећи се бројним изворним архивским документима и изјавама низа добронамјерних људи, а добрих познавалаца Велебита, сазнао је до сада за 32 јаме безданке, стратишта невиних Срба, Јевреја и других.
То су: Шаранова јама, јама на Гргином бријегу, Јарчија јама код Рисове греде (Дивосело), јама Бадањ, јама Близница, јама Кијевац, јама на Плочама, Вранзина јама, јама Јасеновац, јама Јамина, Шевић јама, јама на Кулашевој страни, јама Орешковић станови, Мацолина јама, јама Угљенача, јама у Ператовим драгама, јама Думан код Личког Лешћа, јама Света Ана код Горњег Косиња, јама Нездравка код Доњег Косиња, јама Ошпороча код Широке Куле, јама Голубњача, јама Сњежњача код Кузмановаче, јама Кварте код Перушића, јама Руњевац, јама Павкуша, јама Дулиба, јама Дупчан код Рибника, Чошић јама код Коњског брда, јама Крижаново брдо у Дражици, јама на Пагу и двије јаме удаљене само 40 метара од самога логора Јадовно.
Звјерства усташа су била невјероватна. Чак су и рањену дјецу хватали по шуми, убијали их на најстравичнији начин и бацали у те природне гробнице без дна. Један број заточеника упућених из разних крајева НДХ у госпићку групу логора није ни доспио на одредиште, већ су их усташе успут ликвидирали, бацајући их у околне бездане.
Побројане јаме нису једине гробнице Срба и Јевреја у овом комплексу логора смрти. Нажалост, има их још много. Но, због низа тешкоћа које је Др Затезало имао током истраживања, неугодности на терену, напросто због немоћи да се о њима нешто више сазна, није их успио пронаћи, те их и не наводи... Ни наведене безданке, осим Шаранове, Јамине и јаме Света Ана, нису спелеолошки истражене. Ниједна, осим Шаранове јаме, ничим није обиљежена. Жртве нису ексхумиране и достојанствено сахрањене. Већини јама је приступ и данас немогућ.